# Sex and the City 2
Sex and the City 2 (En América Latina Sexo en la ciudad 2, en España Sexo en Nueva York 2) es una película estadounidense dirigida por Michael Patrick King y protagonizada por Sarah Jessica Parker, Cynthia Nixon, Kristin Davis y Kim Cattrall. Estrenada en 2010 (el 28 de mayo en España y el 3 de junio en Argentina), la película es la secuela de Sex and the City (2008) y está basada en la serie de televisión homónima.

## Sinopsis
Carrie (Sarah Jessica Parker), Charlotte (Kristin Davis), Miranda (Cynthia Nixon) y Samantha (Kim Cattrall) deciden, en un momento muy decisivo para las cuatro, hacer un viaje a Abu Dabi para reflexionar sobre cómo están sus vidas.

## Producción

### Desarrollo
Sarah Jessica Parker, Cynthia Nixon, Kristin Davis y Kim Cattrall repiten como las cuatro amigas protagonistas. Chris Noth repite como Mr. Big, Evan Handler hace lo propio con su personaje de Harry Goldenblatt, David Eigenberg con Steve Brady, Willie Garson como Stanford Blatch y Mario Cantone como Anthony Maretino. Michael Patrick King repitió como guionista y director y Patricia Field se encargó del vestuario.

### Rodaje
El rodaje en Nueva York fue pospuesto a final de julio dado que las autoridades Dubái no autorizaron el rodaje en el emirato. Por ello, el rodaje de esa parte de la película se realizó finalmente en Marruecos. Las cuatro actrices principales, junto con otros actores de la cinta, fueron fotografiados filmando escenas en Marruecos en noviembre de 2009, donde inicialmente planearon un rodaje de 13 días que, finalmente, se extendieron a 6 semanas.

### Reparto
Se especuló con que Victoria Beckham aparecería en la secuela, tras haber renunciado a una prueba en 2007 para el filme anterior por un tour de la banda Spice Girls. Tampoco en esta ocasión pudo participar. Sí lo hizo Penélope Cruz con un papel breve como Carmen, una banquera.

## Estreno

### Promoción
La promoción de la película comenzó en diciembre de 2009, cuando el póster oficial fue publicado, con Carrie en un vestido blanco y con gafas de sol doradas con un reflejo de una escena marroquí, y el mensaje "Carrie On", similar el utilizado en la primera entrega para la gran pantalla, "Get Carried Away".
El tráiler oficial de la película fue publicado el 22 de diciembre de 2009, con el sencillo "Empire State of Mind" de Jay-Z y Alicia Keys como banda sonora.
En marzo de 2010, se publicaron nuevos detalles, principalmente escenas del rodaje en Marruecos.

## Reparto
- Sarah Jessica Parker en el papel de Carrie Bradshaw.
- Kim Cattrall en el papel de Samantha Jones.
- Kristin Davis en el papel de Charlotte York Goldenblatt.
- Cynthia Nixon en el papel de Miranda Hobbes.
- Chris Noth en el papel de Mr. Big
- David Eigenberg en el papel de Steve Brady.
- Evan Handler en el papel de Harry Goldenblatt.
- Jason Lewis en el papel de Jerry "Smith" Jerrod.
- Max Ryan en el papel de Rikard Spirit.
- Lynn Cohen en el papel de Magda.
- Liza Minnelli como ella misma.
- Miley Cyrus como ella misma.
- Penélope Cruz en el papel de Carmen.
- Dhaffer L'Abidine en el papel de Mahmud.
- Heidi Klum como ella misma.
- Alice Eve en el papel de Erin.